# ミッミッ
ミッミッ（Beep, Beep、1952年5月24日）とは、アメリカ合衆国の映画会社ワーナー・ブラザースの短編アニメシリーズ「メリー・メロディーズ」の作品である。「マンガ大作戦」での邦題は『ロード作戦ビッビッの巻』、「バッグス・バニーのぶっちぎりステージ」での邦題は『地上でも地下でも』。

## 概要
荒野を舞台にロードランナー（学名：アクセル・モーレツダウス、Accelerati Incredibilus）を追いかけるコヨーテ（学名：ニククイヤス・イヤシウス）。コヨーテが追いつこうとすると、ロードランナーはいつものように「ミッミッ」と鳴いて猛スピード逃げてしまう。ロードランナーを食べたいコヨーテは様々な作戦を立てる。
作戦1 バネ付きボクシンググローブを岩にくっつけて、ロードランナーを激突させようとするコヨーテ。岩に乗って、ロードランナーの「ミッミッ」が聞こえた時にバネ付きグローブを作動させるが、何故か岩が動きコヨーテはペシャンコ。さらにグローブがコヨーテ目掛けて激突。
作戦2 コヨーテは崖から崖へロープで綱渡りしてロードランナー目掛けて金床を落とす、ロードランナー・バーガー作戦に出るが、誤ってゴム製のロープにして綱渡りをしたためコヨーテは道に。そこはロードランナーがやってきて「ミッミッ」と鳴いて引き返す。怒ったコヨーテは金床を捨てるが、ゴムのロープに乗っていたため空へ飛ばされてしまう。しかしコヨーテはバックパックのパラシュートセットを用意していた。しかし出てきたのは斧、皿、コップなどであった。アクメ・コーポレーション製の痛み止め（ACME Aspirin）を飲んで、映画を観ている観客に手を振って転落した。
作戦3 ロードランナーの通る道にコヨーテはアクメ・コーポレーション製のマッチを使って、爆弾入り水飲み場を作った。しかし、ロードランナーは「ミッミッ」と鳴くと水を飲まずに立ち去り、コヨーテの所に行き、『ロードランナーは字が読めないし、飲まない（Road Runners can't read and don't drink）』と書かれたプラカードを掲げた。怒ったコヨーテはロードランナーを追いかける。2匹はサボテン鉱山（Old Cactus Mine）でライトを持って壮絶な追いかけっこを繰り広げる。その最中にコヨーテのライトが切れてしまう。これでは鉱山の中は真っ暗。コヨーテはマッチで火をつけるが、彼のいた所はTNT爆弾やダイナマイトが沢山ある火薬庫。大爆発を起こし、地上にあったサボテンYIPE!と変形した。
作戦4 コヨーテはスプリングボートに乗ってロードランナーを捕まえようとするが、スプリングボートが地面に激突し、コヨーテはペチャンコになってしまう。
作戦5 コヨーテは花火ロケットに乗ってロードランナーを追いかけようとする。しかし、花火ロケットはロードランナーの方ではなく、上に発射してしまい、大爆発を起こす。花火の残像に『お食事はジョーズレストランで（Eat at Joe's）』という宣伝が映る。
作戦6 アクメ・コーポレーション製の「アクメ ロケット駆動ローラースケート（ACME Rocket Powered Roller Skates）」を履いたコヨーテはロードランナーを追い詰める。しかし、そのローラースケートはカーブができない、崖を登るなどの欠点を持ち、ロードランナーを捕らえ損ね、吹っ飛ばされる。その最中でエンジンが切れ、コヨーテは転落してしまう。ヘトヘトになったコヨーテは水飲み場を見つけ、水を飲もうとする。しかしそれは自分自身が作った爆弾入り水飲み場だったので、大爆発を起こしてしまった。
作戦7 コヨーテは道に線路を置いて、鉄道作業員に変装してロードランナーを足止めしようとするが、ロードランナーに激突されてしまう。倒れ込んだ線路に、何故か蒸気機関車がやってきてしまい、コヨーテは轢かれてしまった。
ペシャンコになったコヨーテが蒸気機関車を見ると、『The End』と描かれたナンバープレートの車両にロードランナーが乗っており、「ミッミッ」と鳴いたのであった。

## 声優
| キャラクター       | 原語版             | 現行吹き替え版 |
| ------------------ | ------------------ | -------------- |
| ロード・ランナー   | ポール・ジュリアン | 原語流用       |
| ワイリー・コヨーテ | メル・ブランク     | 同上           |
| ナレーター         | -                  | 梅津秀行       |

## その他のメディア
- ルーニー・テューンズ・コレクション オールスターズ Volume 2

本編では2番目に日本語吹き替え版も収録、ただしテレビ放送時のテロップは表記されない（特にバッグス・バニーショー）。
- スペース・ジャム

本編中に、作戦２のシーンが登場、映画の演出上、ポーキー・ピッグが番組中に乱入してくる。